# 1975 au Maroc
Chronologie du Maroc
- 1971
- 1972
- 1973
- 1974
- 1975
- 1976
- 1977
- 1978
- 1979

Cet article présente les faits marquants de l'année 1975 au Maroc ou relatifs au Maroc.

## Événements
- 3 août : catastrophe aérienne d’Agadir[1].
- 17 octobre : fondation de l'Université Sidi Mohamed Ben Abdellah à Fès.
- 28 octobre : le Maroc ratifie la Convention pour la protection du patrimoine mondial, culturel et naturel de l'UNESCO.
- 6 novembre : « Marche verte » de 350 000 Marocains pour prendre possession du Sahara occidental. Ils marchent pacifiquement vers le Sud pour prendre possession du territoire et obliger l’Espagne à se retirer[2].
- 14 novembre : signature des Accords de Madrid par l'Espagne, le Maroc et la Mauritanie, à Madrid : ils établissent les conditions du retrait espagnol du Sahara occidental, et la partition du territoire entre le Maroc et la Mauritanie[3].
- Fondation de la Faculté des sciences juridiques, économiques et sociales à Casablanca.

## Résolutions du Conseil de Sécurité des Nations Unies
- La Résolution 377 du Conseil de sécurité des Nations unies est adoptée par consensus lors de la 1 850e séance du Conseil de sécurité des Nations unies le 22 octobre 1975, a traité de la situation au Sahara occidental. Le Conseil a réaffirmé les travaux récents de l'Assemblée générale et a pris note d'une lettre du représentant permanent de l'Espagne. Le Conseil a ensuite invoqué l'article 34 de la Charte des Nations unies pour demander au Secrétaire général d'engager immédiatement des consultations avec les parties concernées et intéressées et de faire rapport au Conseil de sécurité dès que possible sur les résultats obtenus.
- La Résolution 379 du Conseil de sécurité des Nations unies est adoptée par consensus lors de la 1 852e séance du Conseil de sécurité des Nations unies le 2 novembre 1975, a examiné un rapport du Secrétaire général relatif à la situation concernant le Sahara occidental. Le Conseil a réaffirmé la résolution 377 du Conseil de sécurité et la résolution 1514 de l'Assemblée générale et a pris note avec préoccupation de la gravité de la situation.
- La Résolution 380 du Conseil de sécurité des Nations unies est adoptée par consensus lors de la 1 854e séance du Conseil de sécurité des Nations unies le 6 novembre 1975, a constaté avec gravité que la situation au Sahara occidental s'était sérieusement détériorée. Le Conseil a noté avec regret que malgré la résolution 377, la résolution 379 et l'appel du président du Conseil de sécurité au roi du Maroc Hassan II, la Marche a quand même eu lieu.

## Sports
- Les 3es Championnats du monde de cross-country IAAF  se sont déroulés en 1975 à Rabat (Maroc).
- Le Rallye du Maroc 1975 (18e Rallye du Maroc), disputé du 24 au 28 juin 1975[4], est la vingt-sixième manche du championnat du monde des rallyes (WRC) courue depuis 1973, et la cinquième manche du championnat du monde des rallyes 1975 (WRC).
- La Coupe du Maghreb des clubs champions 1974-1975 est la sixième édition de la Coupe du Maghreb des clubs champions, qui se déroule entre le  30 août et 1er septembre 1974, à Casablanca.
- La Coupe du Maroc de football 1974-1975, Coupe du Trône, est la dix-neuvième édition de la compétition.
- La Coupe du Maroc de football 1975-1976, Coupe du Trône est la vingtième édition de la compétition.
- La Saison 1974-1975 des FAR de Rabat est la dix-septième de l'histoire du club. Cette saison débute alors que les militaires avaient terminé neuvièmes en championnat lors de la saison dernière. Le club est par ailleurs engagé en coupe du Trône.
- La Saison 1975-1976 des FAR de Rabat est la dix-huitième de l'histoire du club. Cette saison débute alors que les militaires avait terminé douzième en championnat lors de la saison dernière. Le club est par ailleurs engagé en coupe du Trône.

## Naissances
- 1er janvier : El Hassan Lahssini, athlète français.
- 11 mars : Mimoun Oaïssa, acteur et scénariste maroco-néerlandais.
- 28 avril : Houda Rihani, actrice marocaine.
- 20 juin : Mohamed Amine Benhachem, entraîneur marocain de football.
- 16 juillet : Youssef Belkhouja, joueur de football marocain, mort le 29 septembre 2001.
- août : Ibtissame Lachgar, militante des droits humains et féministe marocaine.
- 2 octobre : Alexandre Ruiz, journaliste, commentateur sportif, animateur de radio et de télévision franco-espagnol.
- 25 novembre : Abdelkader Benali, écrivain, journaliste et poète néerlandais.
- 10 décembre : Laïla Marrakchi, réalisatrice franco-marocaine.

## Décès
- 18 décembre : Omar Benjelloun, homme politique, syndicaliste, avocat et journaliste marocain, né en mars 1936.